# Oliverio Rincón
Oliverio Rincón Quintana (Duitama, 2 aprile 1968) è un ex ciclista su strada e dirigente sportivo colombiano.
Professionista dal 1990 al 1998, vinse una tappa al Giro d'Italia e al Tour de France e due alla Vuelta a España. Dal 2012 al 2015 è stato direttore sportivo del team Colombia, squadra Professional Continental.

## Carriera
Oliverio Rincón cominciò a pedalare all'età di dodici anni, quando effettuava le consegne di pane nei quartieri della propria città. Sviluppò forza e resistenza che lo portarono a disputare competizioni amatoriali, venendo quindi ingaggiato dal team Castalia a vent'anni.
Tra i dilettanti conquistò il Giro di Colombia, trampolino di lancio verso il professionismo, a cui approdò nel 1990 con la Postobón. Le sue doti di scalatore gli permisero di aggiudicarsi importanti corse, tra le quali spiccano due tappe alla Vuelta a España ed una sia al Giro d'Italia che al Tour de France, competizioni nelle quali ottenne anche buoni piazzamenti nella classifica finale.
Dopo il suo ritiro dalle corse, avvenuto nel 1998, si trovò al centro delle cronache quando venne rapito per due volte nel 2000, prima dall'Esercito di Liberazione Nazionale e poi dalle FARC, rimanendo in mano ai rapitori per un paio di giorni.

## Palmarès
- 1989

5ª tappa Vuelta a Colombia
7ª tappa Vuelta a Colombia
Classifica generale Vuelta a Colombia
Classifica generale Vuelta a Antioquia
Classifica generale Vuelta de la Juventud
- 1990

Classifica generale Clásica 75 años Municipio de Bello
- 1991

Escalada a Montjuïc
6ª tappa Vuelta a Burgos (Burgos)
- 1993

5ª tappa Vuelta a Aragón (Teruel)
17ª tappa Vuelta a España (Lagos de Covadonga)
6ª tappa Critérium du Dauphiné Libéré
15ª tappa Tour de France (Andorra)
- 1994

Classifica generale Vuelta a Cuenca
Classique des Alpes
Trofeo Luis Ocaña
- 1995

14ª tappa Giro d'Italia (Val Senales)
- 1996

17ª tappa Vuelta a España (Ampriu/Cerier)

## Piazzamenti

### Grandi giri
- Giro d'Italia

1995: 5º
- Tour de France

1993: 16º
1994: ritirato (16ª tappa)
1998: fuori tempo (8ª tappa)
- Vuelta a España

1991: 10º
1992: ritirato (16ª tappa)
1993: 4º
1994: 5º
1995: 62º
1996: 49º

### Competizioni mondiali
- Campionati del mondo

Benidorm 1992 - In linea: 39º
Oslo 1993 - In linea: ritirato
Duitama 1995 - In linea: 8º